# García Moreno (Imbabura)
García Moreno ist eine Ortschaft und eine Parroquia rural („ländliches Kirchspiel“) im Kanton Cotacachi der ecuadorianischen Provinz Imbabura. Die Parroquia besitzt seit dem Anschluss von „Las Golondrinas“ eine Fläche von 825 km². Die Einwohnerzahl betrug beim Zensus im Jahr 2010 5060, einschließlich „Las Golondrinas“ 10.362.

## Lage
Die Parroquia García Moreno liegt in den westlichen Anden im Norden von Ecuador. Das Verwaltungsgebiet bildet einen schmalen etwa 75 km langen Korridor entlang dem Nordufer der nach Westen strömenden Flüsse Río Intag und Río Guayllabamba. Im Norden wird das Areal von dem Gebirgszug Cordillera de Toisán begrenzt. Der etwa 1400 m hoch gelegene Hauptort befindet sich 41 km westsüdwestlich vom Kantonshauptort Cotacachi.
Die Parroquia García Moreno grenzt im äußersten Westen sowie im Norden an die Provinz Esmeraldas mit den Parroquias Rosa Zárate und Malimpia (beide im Kanton Quinindé) sowie Telembi und Luis Vargas Torres (beide im Kanton Eloy Alfaro), im Osten an die Parroquias Peñaherrera, Apuela und Selva Alegre (Kanton Otavalo) und im Süden an die Provinz Pichincha mit den Parroquias San José de Minas, Nanegal, Gualea und Pacto (alle vier im Kanton Quito) sowie an die Kantone Pedro Vicente Maldonado und Puerto Quito.

## Orte und Siedlungen
In der Parroquia gibt es neben dem Hauptort (cabecera parroquial) folgende Comunidades (Liste ohne die Orte in „Las Golondrinas“):
- Barcelona
- Brillasol
- Cerro Pelado
- Chalguayaco Bajo
- Chontal Alto
- Chontal Bajo
- Cielo Verde
- Corazon
- El Corazón
- El Palmal
- Gupo Independiente
- Junin
- La Armenia
- La Florida
- La Perla del Guayllamba
- La Plata
- La Union
- Leon Febres Cordero
- Limones
- Llurimaguas
- Magdalena Alto
- Magdalena Bajo
- Magnolia
- Naranjito
- Nueva Fe
- Paraiso
- Pueblo Nuevo
- Pueblo Unido
- Rio Verde
- Rosal
- Rumiñahui
- Salto del Tigre
- San Carlos
- San Edmundo
- San Guillermo
- San Lorenzo
- San Rafael
- San Roque
- Santa Alicia
- Santa Rosa
- Santa Rosa / Naranjal
- Santa Rosa / Villaflora
- Siempre Unidos
- Tortugo
- Villadora

## Geschichte
Die Gründung der Parroquia García Moreno wurde am 17. Februar 1940 im Registro Oficial N° 364/365 bekannt gemacht und damit wirksam. Die zugehörige Ordenanza Municipal datiert vom 17. August 1939. Namensgeber der Parroquia war Gabriel García Moreno, 1861–1865 und 1869–1875 Präsident von Ecuador. Am 3. April 2016 wählte die Bevölkerung des westlich angrenzenden 124,9 km² großen umstrittenen Territoriums (zona no delimitada) „Las Golondrinas“ den Anschluss an die Parroquia García Moreno im Kanton Cotacachi der Provinz Imbabura.